# Pernille Nedergaard
Pernille Elling Nedergaard (* 5. Dezember 1967 in Kopenhagen, verheiratete Jessen) ist eine ehemalige dänische Badmintonspielerin. 

## Karriere
Pernille Nedergaard gewann 1986 ihren ersten Juniorentitel in Dänemark, 1987 siegte sie bei den Einzelmeisterschaften der Amateure.  1990 wurde sie Europameisterin mit dem dänischen Team und im Dameneinzel. 1992 verteidigte sie den Einzeltitel. 1992 nahm sie auch an den Olympischen Spielen teil, schied dort jedoch schon im Achtelfinale gegen Jaroensiri Somhasurthai aus Thailand aus.

## Sportliche Erfolge
| Saison    | Veranstaltung                                    | Disziplin   | Platz | Name |
| --------- | ------------------------------------------------ | ----------- | ----- | --- |
| 1985/1986 | Dänemark: Einzelmeisterschaften der Junioren U19 | Dameneinzel | 1     | Pernille Nedergaard, Gentofte |
| 1986      | Nordische Juniorenmeisterschaften                | Dameneinzel | 1     | Pernille Nedergaard |
| 1986/1987 | Dänemark: Einzelmeisterschaft der Amateure       | Dameneinzel | 1     | Pernille Nedergaard, Gentofte BK |
| 1989/1990 | Deutschland: Internationale Meisterschaften      | Dameneinzel | 1     | Pernille Nedergaard |
| 1990      | Nordische Meisterschaften                        | Dameneinzel | 1     | Pernille Nedergaard |
| 1990      | Finnland: Internationale Meisterschaften         | Dameneinzel | 1     | Pernille Nedergaard |
| 1990      | Europameisterschaft                              | Mannschaft  | 1     | Dänemark (Jon Holst-Christensen, Jan Paulsen, Poul-Erik Høyer Larsen, Grete Mogensen, Morten Frost, Dorte Kjær, Nettie Nielsen, Pernille Nedergaard, Lotte Olsen, Henrik Svarrer, Kirsten Larsen) |
| 1990      | Europameisterschaft                              | Dameneinzel | 1     | Pernille Nedergaard |
| 1992      | Europameisterschaft                              | Dameneinzel | 1     | Pernille Nedergaard |
| 1992      | Finnish International                            | Dameneinzel | 1     | Pernille Nedergaard |
| 1993      | Hamburg Cup                                      | Dameneinzel | 1     | Pernille Nedergaard |
| 1994      | Kanada: Internationale Meisterschaften           | Dameneinzel | 1     | Pernille Nedergaard |
| 1994      | Europameisterschaft                              | Dameneinzel | 3     | Pernille Nedergaard |
| 1995      | Hamburg Cup                                      | Dameneinzel | 1     | Pernille Nedergaard |
| 1995      | Copenhagen Masters                               | Dameneinzel | 2     | Pernille Nedergaard |